# The Zoo (canción)
«The Zoo» es una canción de la banda alemana de hard rock y heavy metal Scorpions, publicada como sencillo en 1980 por los sellos Harvest/EMI y Mercury Records e incluida como la octava pista del álbum Animal Magnetism (1980). Escrita por el vocalista Klaus Meine y el guitarrista Rudolf Schenker, su grabación se llevó a cabo en la sala dos de los Dierks Studios de Colonia. Considerada una canción de heavy metal, el guitarrista líder Matthias Jabs incluyó el talk box en el solo de guitarra para añadirle una «atmósfera extra». 
Una vez que salió al mercado tuvo un deficiente desempeño comercial en las listas musicales, ya que únicamente ingresó en el UK Singles Chart del Reino Unido en el puesto 75. Sin embargo, recibió críticas favorables por parte de la prensa especializada, que la destacó como uno de los «clásicos» de la banda. Desde que la publicaron, Scorpions la ha tocado constantemente en los conciertos y, por ello, ha figurado en varios de sus producciones en vivo como en World Wide Live (1985) y Live At Wacken Open Air 2006 (2008). Asimismo, otros artistas la han versionado tanto para sus propias producciones de estudio como en presentaciones en vivo.

## Antecedentes
En 1978, la banda dejó RCA Records porque estaba disgustada por el poco apoyo que les brindaba, a su desinterés de ponerlos en el mercado estadounidense y a la poca promoción que tuvo el álbum en vivo Tokyo Tapes (1978). Por ese motivo, llegó a un acuerdo con la compañía Breeze Music de su productor Dieter Dierks, que, con el fin de potenciarlos en los mercados internacionales, los firmó con los sellos Mercury para los Estados Unidos y Harvest/EMI para Europa, mientras que renovó con RCA solo para Japón y Australia. Adicionalmente, les consiguió un contrato con la agencia de conciertos Leber & Krebs para poder 
presentarse en vivo en los Estados Unidos. Gracias a estas negociaciones, el álbum Lovedrive (1979) debutó en la
lista musical estadounidense Billboard 200 y tocaron por primera vez en los Estados Unidos durante su respectiva gira de conciertos. Sus actuaciones fueron tan bien evaluadas que Mercury y Leber & Krebs los obligaron a grabar una nueva producción lo antes posible, porque esta última ya los tenía considerados para una nueva gira durante el verano boreal de 1980. El resultado fue Animal Magnetism, cuyo tour promocional ayudó a posicionarlos aún más en los Estados Unidos y, al mismo tiempo, en Canadá.

## Composición

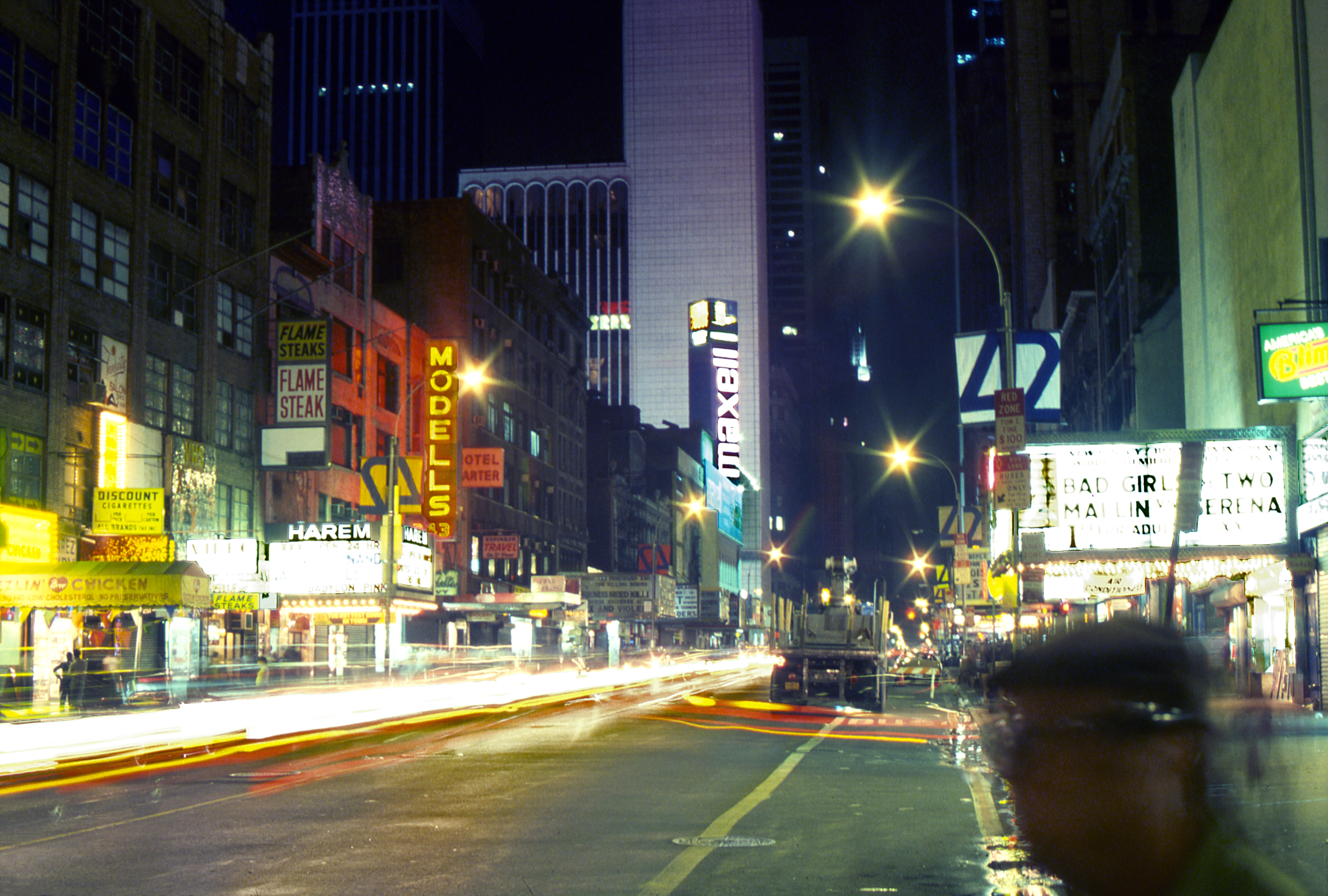
La canción hace alusión a Nueva York, en especial a la calle 42. En la imagen, dicha calle en 1984

Como parte del itinerario de la gira Lovedrive Tour, la banda tocó por primera vez en Nueva York en 1979. Uno de los agentes de Leber & Krebs los invitó a mostrarles los principales atractivos y, cuando terminó el recorrido, él se refirió a la ciudad como: «así que este es el zoológico». Esta frase inspiró al vocalista Klaus Meine para escribir la letra, la que hace alusión precisamente a la urbe estadounidense, en especial a la calle 42. Por su parte, la música la compuso Rudolf Schenker mientras veía una advertencia de tornado por la televisión en el medio oeste estadounidense y le tomó cerca de veinte minutos. De acuerdo con la partitura publicada en Musicnotes por Alfred Publishing Co. Inc, el tema está compuesto en la tonalidad de mi menor con un tempo moderadamente lento de 100 pulsaciones por minuto. El rango vocal de Meine se extiende desde re4 a do6, mientras que el de la guitarra va de mi3 a mi6, ambos en el índice acústico científico.
Por entonces, la calle 42 era conocida por su mala reputación, pues abundaban los traficantes de drogas en las esquinas y en los clubes nocturnos, lo que generaba un ambiente «ligeramente oscuro y opresivo», según el guitarrista líder Matthias Jabs. Por ese motivo, él decidió agregar en el solo de guitarra el talk box para otorgarle una «atmósfera extra», e ilustrar de cierta manera el particular ambiente de la vía. En la conclusión hay un sample de un ruido de ciudad registrado por Dierks precisamente en la calle 42; de hecho, el escritor francés Guillaume Gaguet sugiere que al poner atención se oye a una persona decir «drogas, drogas, drogas» a los transeúntes. En su análisis a la canción, Gaguet afirma que la inclusión del talk box y el sample final encajaban con «el entorno hedonista, perturbador y, a la vez, peligroso y sensual» de la letra, en particular con la frase: Enjoy the Zoo, and walk down 42nd street, you wanna be emotional too and you will feel the heat, en español, «disfruta del zoológico y camina por la calle 42, tú también querrás emocionarte y sentirás el calor».

## Grabación
Al igual que las demás canciones del álbum Animal Magnetism, su grabación se llevó a cabo en la sala dos de los estudios Dierks en Colonia (Alemania) entre diciembre de 1979 y febrero de 1980. A pesar de que es una de las canciones más populares de Scorpions, Schenker no quedó conforme con el resultado final, pero no pudieron hacer nada porque el sello ya estaba pidiendo las cintas. El guitarrista señaló que es por esa razón que la versión en vivo es diferente a la de estudio, aunque los cambios son pocos, él sugiere que hacen una diferencia.

## Lanzamiento
«The Zoo» salió a la venta el 25 de agosto de 1980 como uno de los tres sencillos de Animal Magnetism, a través de Harvest/EMI para Europa y por Mercury Records para los Estados Unidos. Editado en el formato vinilo de 7", su lado B lo ocupó la power ballad «Holiday» del álbum Lovedrive de 1979. Por su parte, solo en los Estados Unidos se publicó una versión en doce pulgadas con «Animal Magnetism» como cara B y estuvo disponible únicamente como promocional. Aunque Meine la llamó «uno de sus clásicos» y es una de sus canciones más interpretadas en los conciertos, tuvo un deficiente desempeño comercial porque únicamente ingresó en la UK Singles Chart del Reino Unido, donde alcanzó la posición 75 y solo estuvo por una semana en la lista.

## Comentarios de la crítica

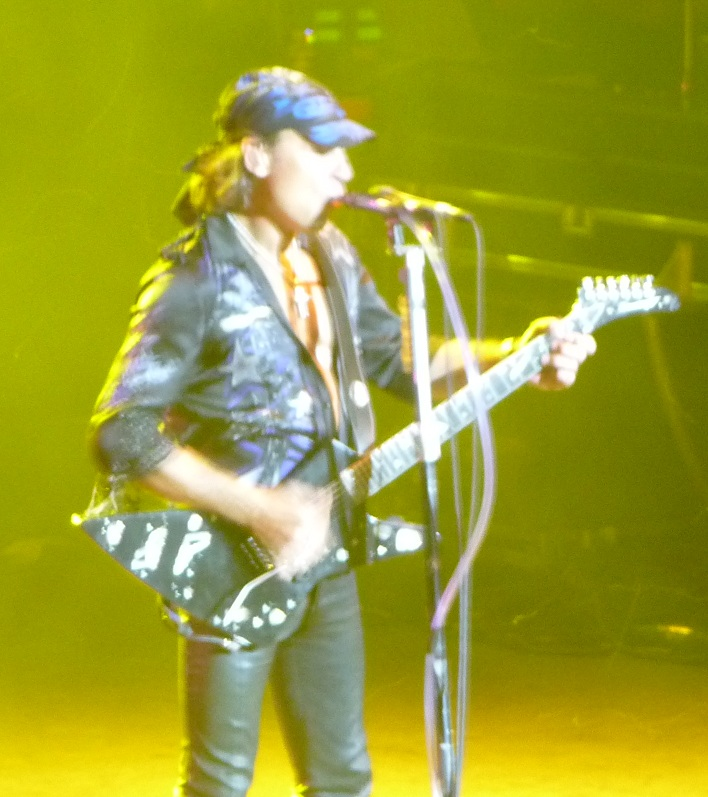
Matthias Jabs añadió el talk box al solo de guitarra para darle una atmósfera extra. En la imagen, el guitarrista interpretando dicho instrumento

«The Zoo» recibió reseñas positivas por parte de la crítica especializada. Eduardo Rivadavia de Ultimate Classic Rock lo llamó uno de los «eternos favoritos» del álbum Animal Magnetism, mientras que Malcolm Dome de Classic Rock señaló que «con su ritmo amenazador, es un clásico de Scorpions de todos los tiempos». A su vez, Barry Weber de AllMusic también lo denominó un «clásico». Fraser Lewry de Classic Rock, en su revisión a la edición 50° aniversario de Animal Magnetism, lo llamó «el mejor momento de la banda (...) un tributo hipnótico y arrogante al distrito rojo de Nueva York». David Fricke de la revista Rolling Stone fue más crítico, puesto que comentó que «la canción homónima ["Animal Magnetism"] y "The Zoo" son un final extraño [para el disco]: dos de los cantos fúnebres más opresivos y torpes que he escuchado desde que Black Sabbath soltó "War Pigs"».
El crítico canadiense Martin Popoff la incluyó en la posición 209 en su libro Las 500 canciones de heavy metal de todos los tiempos, donde comentó que posee una «composición lenta y siniestra pero muy buena», con «un elemento suficiente para ser utilizado por muchas stripers en sus representaciones actorales». Además, comentó que «es un tanque plano de heavy rock, pero con partes que ayudan a mantener el interés del headbanger». Por su parte, figura en el puesto 1002 del libro 1001 canciones que debes escuchar antes de morir y las 10 001 que debes descargar de 2015 y en el 576 en la lista de las 1007 grandes canciones de todos los tiempos desarrollada por la radio WZLX de Boston, también de 2015.

## Versiones

### Regrabaciones hechas por Scorpions
Como es una de las canciones que ha figurado constantemente en los conciertos de la banda, algunas de sus presentaciones se han grabado para ciertas producciones en vivo, como en los discos compacto World Wide Live (1985) y Live 2011: Get Your Sting and Blackout (2011), y videos de larga duración como Crazy World Tour Live...Berlín 1991 (1991) o Live At Wacken Open Air 2006 (2008). Por su parte, en 2001 la banda la arregló en formato acústico para el también en vivo Acoustica, mientras que diez años después la regrabó con la tecnología de la época para el recopilatorio Comeblack.

### Versiones realizadas por otros artistas
Con el pasar de los años, varios músicos han realizado sus propias versiones para sus respectivos álbumes. Uno de los primeros fue Bruce Dickinson, vocalista de Iron Maiden, que la grabó junto con Roy Z pero no la incluyeron en ningún disco de su carrera solista. Posteriormente, figuró en el recopilatorio Extreme Championship Wrestling: Extreme Music, porque el luchador Bam Bam Bigelow la utilizaba como tema de entrada. En 2001, Black Earth la grabó para el recopilatorio Another Piece of Metal: Tribute to the Scorpions. La estadounidense Bang Tango la versionó como pista adicional de su recopilatorio The Ultimate Bang Tango - Rockers and Thieves de 2004. Por su parte, en 2011 la banda de death metal Arch Enemy también la grabó para su producción Khaos Legions de 2011, pero figuró como pista exclusiva para el mercado japonés. Otros artistas que han tocado la canción, ya sea en presentaciones en vivo o en álbumes de estudio, son Joe Lesté, S.O.D. y Transmetal.

## Lista de canciones
| Vinilo de 7" |           |                 |          |  |
| N.º          | Título    | Escritor(es)    | Duración |  |
| 1.           | «The Zoo» | Schenker, Meine | 5:28     |  |
| 2.           | «Holiday» | Schenker, Meine | 6:22     |  |

| Vinilo de 12" (promocional) |                    |                           |          |  |
| N.º                         | Título             | Escritor(es)              | Duración |  |
| 1.                          | «The Zoo»          | Schenker, Meine           | 5:28     |  |
| 2.                          | «Animal Magnetism» | Schenker, Meine, Rarebell | 5:56     |  |

## Créditos
| - Klaus Meine: voz - Rudolf Schenker: guitarra rítmica - Matthias Jabs: guitarra líder y talk box - Francis Buchholz: bajo - Herman Rarebell: batería | - Dieter Dierks: productor - Robert Ellis: fotografía - Dave Crawford: masterización |

Fuente: Discogs